# Aldeacentenera
Aldeacentenera – gmina w Hiszpanii, w prowincji Cáceres, w Estramadurze, o powierzchni 110,56 km². W 2011 roku gmina liczyła 710 mieszkańców.